# Theodor Berthels
Bertil Theodor Berthels, ursprungligen Jonsson, född 16 juni 1892 i Hedvigs församling i Norrköping, död 21 oktober 1951 i Huddinge församling, var en svensk skådespelare, filmregissör och manusförfattare. Berthels använde pseudonymen Bertil Johnson på några av sina verk.

## Biografi
Berthels började som skådespelare hos Oscar Winge 1911, var engagerad vid Vilhelm Olins sällskap 1912–1914, vid Blanche-Teatern 1918–1920 och Folkteatern i Stockholm 1920–1926, vid Folkteatern i Göteborg 1929–1932, vid Film AB Triumvir, vid AB Svensk Filmindustri och vid AB Europafilm i Stockholm.[källa behövs]
Berthels var från 1917 gift med skådespelaren Greta Berthels. Han är far till Ulla-Brita (född 1923).[källa behövs] Theodor Berthels är begravd på Norra begravningsplatsen utanför Stockholm.

## Filmografi

### Skådespelare
- 1921 – Cirkus Bimbini
- 1923 – Hälsingar
- 1924 – Folket i Simlångsdalen
- 1925 – Skärgårdskavaljerer
- 1927 – Arnljot
- 1928 – Ådalens poesi
- 1930 – Norrlänningar
- 1931 – Hans Majestät får vänta
- 1931 – En kärleksnatt vid Öresund
- 1934 – Kungliga Johansson
- 1935 – Skärgårdsflirt
- 1935 – Ungdom av idag
- 1935 – Järnets män
- 1936 – Kungen kommer
- 1937 – Adolf Armstarke
- 1937 – Skicka hem nr. 7
- 1941 – Uppåt igen
- 1943 – I mörkaste Småland
- 1944 – Lilla helgonet
- 1944 – Snöstormen
- 1948 – Loffe på luffen
- 1949 – Bara en mor
- 1950 – Den vita katten
- 1952 – Adolf i toppform

### Regi
- 1924 – Folket i Simlångsdalen
- 1924 – Flickan från Paradiset
- 1925 – Skärgårdskavaljerer
- 1926 – Min fru har en fästman
- 1927 – Arnljot
- 1928 – Ådalens poesi
- 1930 – Norrlänningar
- 1931 – Hans Majestät får vänta
- 1932 – Muntra musikanter
- 1938 – Svensson ordnar allt!

### Filmmanus
- 1923 – Hälsingar
- 1924 – Folket i Simlångsdalen
- 1926 – Min fru har en fästman
- 1931 – Hans Majestät får vänta
- 1935 – Kanske en gentleman
- 1938 – Sol över Sverige
- 1938 – Svensson ordnar allt!
- 1939 – Skanör-Falsterbo
- 1939 – Kalle på Spången
- 1940 – Med livet som insats
- 1940 – Den blomstertid ...
- 1940 – Blyge Anton
- 1940 – En sjöman till häst
- 1941 – Uppåt igen
- 1941 – Fransson den förskräcklige
- 1942 – August järjestää kaiken
- 1943 – Livet måste levas
- 1944 – Släkten är bäst
- 1945 – Jagad
- 1946 – Kristin kommenderar
- 1949 – Havets son
- 1949 – Åsa-Nisse
- 1950 – Åsa-Nisse på jaktstigen
- 1950 – Kanske en gentleman

## Teater

### Roller
| År   | Roll                                         | Produktion                                                            | Regi             | Teater                  |
| ---- | -------------------------------------------- | --------------------------------------------------------------------- | ---------------- | ----------------------- |
| 1920 |                                              | Hennes lilla majestät Paul Lanzinger                                  |                  | Folkteatern             |
| 1920 |                                              | Barken Margareta Christian Bogø och J. Ravn-Jensen                    |                  | Folkteatern             |
| 1921 |                                              | Hönsgården Manne Göthson                                              |                  | Folkteatern             |
| 1921 |                                              | Hemslavinnor Christian Bogø och Axel Frische                          | Hjalmar Peters   | Folkteatern             |
| 1922 | Medverkande                                  | Med Folkan för fosterlandet, revy Karl-Ewert och G.V. Nordensvan      | Hjalmar Peters   | Folkteatern             |
| 1922 |                                              | Hemslavinnor Christian Bogø och Axel Frische                          | Hjalmar Peters   | Folkteatern             |
| 1923 |                                              | Hemslavinnor Christian Bogø och Axel Frische                          | Hjalmar Peters   | Folkteatern             |
| 1923 |                                              | Sömngångerskan Mark Swan                                              | Hjalmar Peters   | Folkteatern             |
| 1923 |                                              | Frun av stånd och frun i ståndet Frans Hedberg                        |                  | Folkteatern             |
| 1923 | Georg Langsted, kontorschef                  | Svärmor i klämma Alfred Aatoft                                        | Hjalmar Peters   | Folkteatern             |
| 1923 | Frigren, direktör                            | Jazzflugan Sven Rune                                                  | Hjalmar Peters   | Folkteatern             |
| 1924 | Duriano, impressario                         | En gång om året Arthur Rebner                                         | Carl Barcklind   | Folkteatern             |
| 1924 | Sommar, biografdirektör                      | Högsta vinsten Hjalmar Peters                                         | Hjalmar Peters   | Folkteatern             |
| 1928 | Georg                                        | Hennes lilla majestät Karl Gerhard                                    |                  | Hagateatern, Stockholm  |
| 1935 | "Gorillan", fältväbel                        | Maya Imre Harmath, Rudolf Schanzer, Ernst Welisch och Szabolcs Fényes | Nils Johannisson | Oscarsteatern           |
| 1936 | Larsson, svensk officer vid finska rytteriet | Regina von Emmeritz Zacharias Topelius                                | Ernst Eklund     | Skansens friluftsteater |
| 1938 | Prosten                                      | Värmlänningarna Fredrik August Dahlgren och Andreas Randel            | Ernst Eklund     | Skansens friluftsteater |

### Fotnoter
1. 1 2  ”Theodor Berthels”. Svensk Filmdatabas. http://sfi.se/sv/svensk-filmdatabas/Item/?type=PERSON&itemid=58253&ref=%2ftemplates%2fSwedishFilmSearchResult.aspx%3fid%3d1225%26epslanguage%3dsv%26searchword%3dTheodor+Berthels%26type%3dPerson%26match%3dBegin%26page%3d1%26prom%3dFalse. Läst 14 oktober 2012.
2. ↑  SvenskaGravar
3. ↑  ”Teater Musik”. Dagens Nyheter:  s. 6. 3 september 1920. http://arkivet.dn.se/arkivet/tidning/1920-09-03/237/6. Läst 16 mars 2016.
4. ↑  ”Teater Musik”. Dagens Nyheter:  s. 6. 26 oktober 1920. http://arkivet.dn.se/arkivet/tidning/1920-10-26/290/6. Läst 16 mars 2016.
5. ↑  Stig (10 januari 1921). ”Teater och Musik: Folkteatern”. Dagens Nyheter:  s. 6. http://arkivet.dn.se/arkivet/tidning/1921-01-10/8/6. Läst 18 mars 2016.
6. ↑  ”Teater Musik: Folkteatern”. Dagens Nyheter:  s. 9. 21 september 1921. http://arkivet.dn.se/arkivet/tidning/1921-09-21/254/9. Läst 18 mars 2016.
7. ↑  ”Folkteaterns nyårsrevy”. Dagens Nyheter:  s. 10. 12 januari 1922. http://arkivet.dn.se/arkivet/tidning/1922-01-12/10/10. Läst 18 mars 2016.
8. ↑  ”Teater och Musik: Folkteatern”. Dagens Nyheter:  s. 9. 11 oktober 1923. http://arkivet.dn.se/arkivet/tidning/1923-10-11/276/9. Läst 18 mars 2016.
9. ↑  ”Teater och Musik”. Dagens Nyheter:  s. 12. 1 november 1923. http://arkivet.dn.se/arkivet/tidning/1923-11-01/297/12. Läst 18 mars 2016.
10. ↑  ”Teater och Musik: Folkteatern”. Dagens Nyheter:  s. 9. 14 november 1923. http://arkivet.dn.se/arkivet/tidning/1923-11-14/310/9. Läst 18 mars 2016.
11. ↑  Bo Bergman (3 december 1923). ”Teater och Musik: Folkteatern”. Dagens Nyheter:  s. 9. http://arkivet.dn.se/arkivet/tidning/1923-12-03/329/9. Läst 18 mars 2016.
12. ↑  ”Teater och Musik: Folkteatern”. Dagens Nyheter:  s. 7. 29 december 1923. http://arkivet.dn.se/arkivet/tidning/1923-12-29/353/7. Läst 18 mars 2016.
13. ↑  ”Teater och Musik”. Dagens Nyheter:  s. 7. 22 februari 1924. http://arkivet.dn.se/arkivet/tidning/1924-02-22/52/7. Läst 29 augusti 2015.
14. ↑  ”Scen och Film”. 2 juni 1928. s. 12. https://arkivet.dn.se/tidning/1928-06-02/148/12. Läst 9.
15. ↑  ”Teater Musik Film”. Dagens Nyheter:  s. 7. 23 januari 1935. https://arkivet.dn.se/tidning/1935-01-23/22/7. Läst 11 maj 2019.
16. ↑  ”Teater Musik Film”. Dagens Nyheter:  s. 10. 11 juni 1936. http://arkivet.dn.se/arkivet/tidning/1936-06-11/156/10. Läst 28 december 2015.
17. ↑  ”Teater, Musik, Film”. Dagens Nyheter:  s. 15. 2 juni 1938. http://arkivet.dn.se/tidning/1938-06-02/147/15. Läst 4 februari 2017.